# 孫武光面介
孫武光面介（学名：Xestoleberis sunwui）为光面介科光面介屬下的一个种。